# Doddakabbahalli, Kanakapura
Doddakabbahalli là một làng thuộc tehsil Kanakapura, huyện Ramanagara, bang Karnataka, Ấn Độ.